# Do You Know Squarepusher (chanson)
Singles de Squarepusher
My Red Hot Car
(2001) Venus No. 17
(2004)
Do You Know Squarepusher est un single du musicien anglais de musique électronique Squarepusher, sorti sur le label Warp Records en 2001.
Le single ne comporte aucune inscription à part le nom de l'artiste ; cependant, la seule piste qu'il contient est un morceau qui apparaît sur l'album ultérieur Do You Know Squarepusher. Il n'est édité qu'en disque vinyle 12″ et n'est gravé que sur une seule face.

## Pistes
| Face A | Face A                   | Face A | Face A | Face A | Face A | Face A | Face A | Face A | Face A |
| No     | Titre                    | Durée  |        |        |        |        |        |        |        |
| ------ | ------------------------ | ------ | ------ | ------ | ------ | ------ | ------ | ------ | ------ |
| 1.     | Do You Know Squarepusher | 4:51   |        |        |        |        |        |        |        |
| 4:51   |                          |        |        |        |        |        |        |        |        |

La face B ne comporte aucun sillon.